# France Dhélia
Franceline Berthe Léontine Délia Benoît dite France Dhélia, née le 9 novembre 1894 à Saint-Lubin-en-Vergonnois (Loir-et-Cher) et morte le 3 mai 1964 à Paris (15e), est une actrice française.

## Biographie
Elle a débuté à l'écran sous le nom de Mado Floréal.
Sa tombe se trouve au cimetière de Levallois-Perret.

## Filmographie
- 1912 : L'Ambitieuse de Camille de Morlhon (à l'affiche sous le nom de Mado Floréal)
- 1913 : Joséphine vendue par ses sœurs de Georges Denola (à l'affiche sous le nom de Mado Floréal)
- 1914 : La Petite Micke - production E.G
- 1914 : Fred... couche-toi de René Hervil
- 1914 : La Culotte de Rigadin de Georges Monca
- 1914 : Fred est fiancé de René Hervil
- 1914 : Fred est timide de René Hervil
- 1914 : Fred et la Blanchisseuse de René Hervil
- 1914 : Ginette de René Le Somptier
- 1915 : Les Épaves de l'amour de René Le Somptier
- 1916 : Cœur de Gavroche de Camille de Morlhon : Blanche Rodier
- 1916 : L'instinct est maître de Jacques Feyder
- 1918 : La Sultane de l'amour : la sultane Daoulah de René Le Somptier et Charles Burguet
- 1920 : La Montée vers l'Acropole de René Le Somptier
- 1920 : Malencontre de Germaine Dulac
- 1920 : La Croisade de René Le Somptier
- 1921 : Le Cœur magnifique de Séverin Mars et Jean Legrand
- 1922 : La Bête traquée de René Le Somptier et Michel Carré
- 1923 : L'Insigne mystérieux de Henri Desfontaines
- 1923 : Petit hôtel à louer de Pierre Colombier
- 1923 : Les Rantzau de Gaston Roudès
- 1923 : La Guitare et le jazz band de Gaston Roudès
- 1923 : La Garçonne de Armand du Plessy : Monique Lerbier « la garçonne »
- 1924 : L'Ombre du bonheur de Gaston Roudès
- 1924 : Nêne de Jacques de Baroncelli : Violette
- 1924 : Féliana l'espionne de Gaston Roudès
- 1925 : L'Éveil de Gaston Roudès
- 1925 : Pulcinella de Gaston Roudès
- 1925 : Oiseaux de passage de Gaston Roudès
- 1925 : La Maternelle de Gaston Roudès
- 1925 : La Douleur de Gaston Roudès
- 1925 : Les Petits de Gaston Roudès
- 1926 : Visage d'aieule de Gaston Roudès
- 1926 : Le Prince Zilah de Gaston Roudès
- 1926 : Le Chemin de la gloire de Gaston Roudès
- 1926 : Le Berceau de Dieu de Fred Leroy-Granville
- 1927 : Cousine de France de Gaston Roudès
- 1927 : Six et demi onze de Jean Epstein
- 1928 : La Maison au soleil (autre titre : House in the sun) de Gaston Roudès
- 1928 : L'Âme de Pierre de Gaston Roudès
- 1929 : Sa tête (moyen métrage) de Jean Epstein
- 1930 : Méphisto de Henri Debain : Fanoche
- 1932 : Le Gamin de Paris de Gaston Roudès : Juanita
- 1933 : Un coup de mistral de Gaston Roudès : Manon
- 1933 : Roger la honte de Gaston Roudès : Julia Noirville
- 1933 : L'Assommoir de Gaston Roudès : Virginie
- 1934 : Le Billet de mille de Marc Didier : la femme malade
- 1934 : Flofloche de Gaston Roudès : Colette Nilda
- 1935 : Le Chant de l'amour de Gaston Roudès : Mme Camille
- 1939 : Une main a frappé de Gaston Roudès : Rose